# Danskön

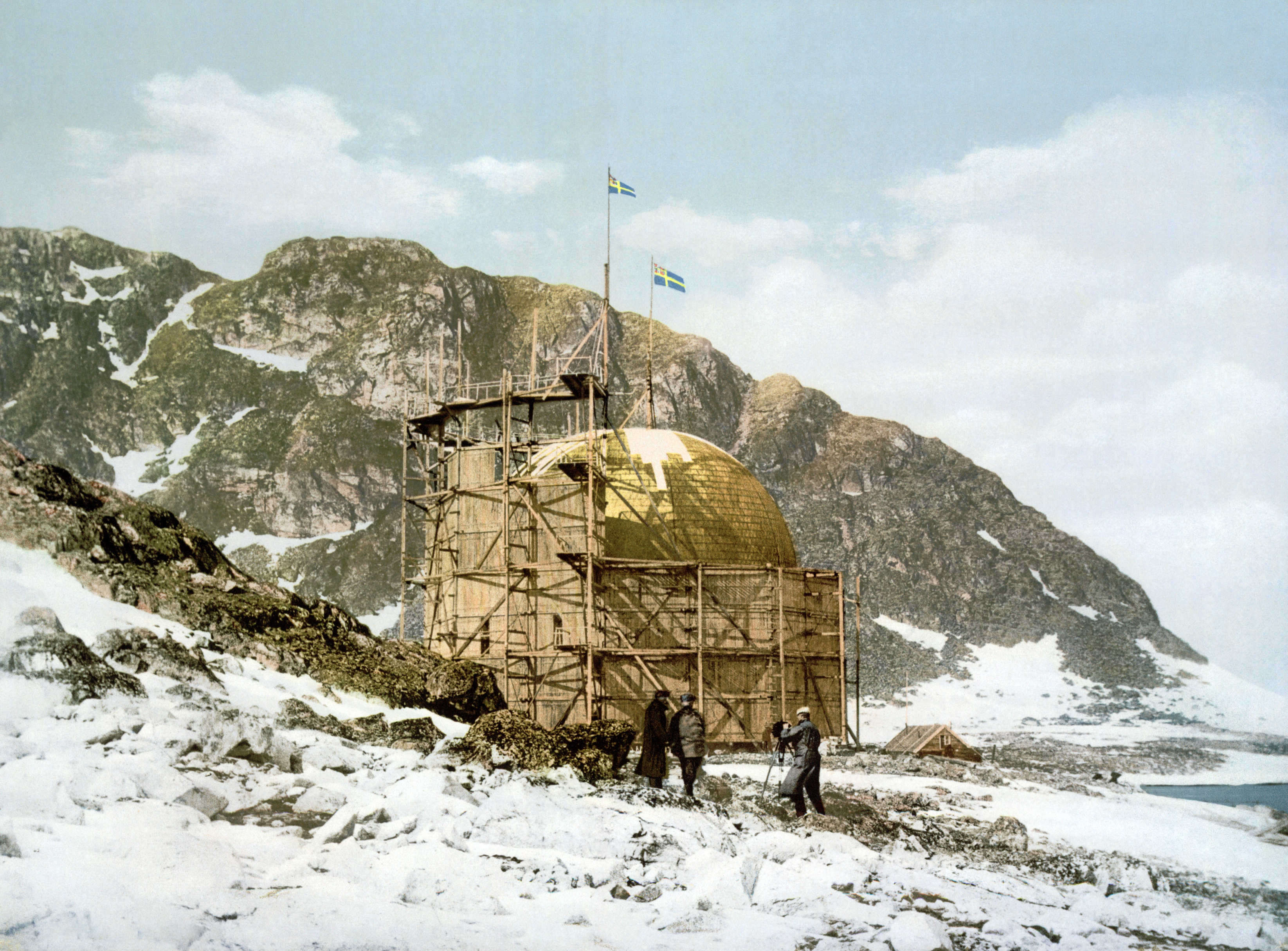
Andrées ballonghus på Danskön 1897.

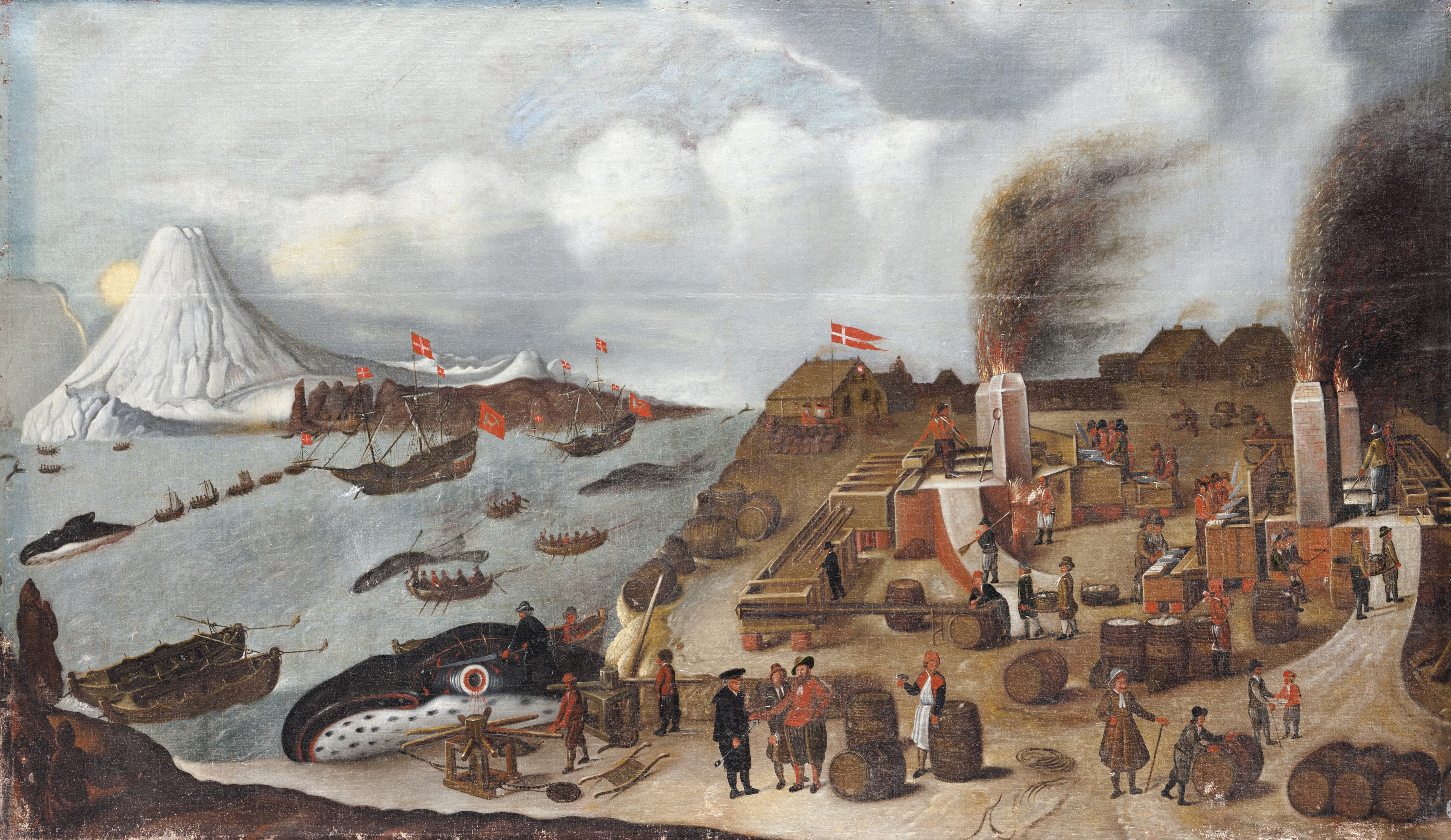
Valfångst på Danskön, målning av Abraham Speeck, 1634. Finns på Skoklosters slott.

Danskön, (norska: Danskøya) är en cirka 40 km² stor ö i den nordvästra delen av ögruppen Svalbard, nära Spetsbergens kust. Norr om Danskegattet ligger Amsterdamön. Ön har fått sitt namn av att danskarna 1625 upprättade en valfångststation på öns västra sida.
Andrées polarexpedition startade från Virgohamna på Danskön 1897. Även Walter Wellman gjorde två försök att nå nordpolen med luftskepp härifrån 1907 och 1909.
Danskön ingår i Nordvest-Spitsbergen nationalpark.
På ön finns svalbardsren, valross och isbjörn.

## Källor

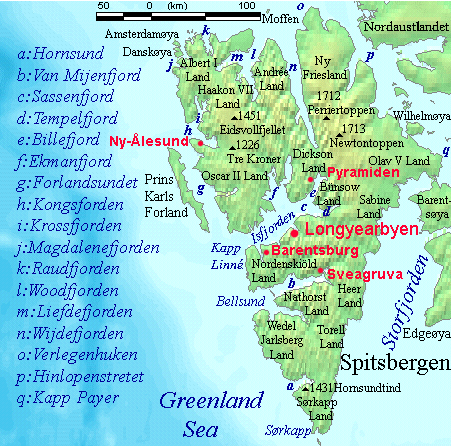
Karta med Danskön (Danskøya) uppe t.v.